# 아라비아집박쥐
아라비아집박쥐(Hypsugo arabicus)는 애기박쥐과에 속하는 박쥐의 일종이다. 오만에서만 발견된다.

## 특징
작은 박쥐로 몸길이는 66~69mm이고 전완장은 28.9~32.4mm, 꼬리 길이는 34mm이다. 발 길이는 5.6~5.8mm, 귀 길이는 8.3~9.8mm이다. 털은 길고 얽혀 있다. 등 쪽 털은 밝은 점토색을 띠는 반면에 배 쪽은 희다. 피부 쪽 털은 모두 거무스레하다. 귀는 삼각형 형태의 길고 거무스레한 모양이고 끝이 둥글다.

## 생태
먹이는 곤충이다.

## 분포 및 서식지
오만 북동부 지역과 이란 시스탄오발루체스탄주에서만 알려져 있다. 해발 약 130m의 계절성 하천에 남아있는 물웅덩이 근처의 사막과 준사막 지대에서 서식한다.